# Gare de Ťahanovce
La Gare de Ťahanovce est une des gares de la ville de Košice située dans le quartier de Ťahanovce. La ligne au niveau de la gare fut mise en service le 1er septembre 1870.